# 224831 Neeffisis
224831 Neeffisis è un asteroide della fascia principale. Scoperto nel 2006, presenta un'orbita caratterizzata da un semiasse maggiore pari a 2,2033197 UA e da un'eccentricità di 0,1176166, inclinata di 3,72168° rispetto all'eclittica.